# Трансжиры
Трансжиры́ (трансизоме́ры жирных кислот, ТЖК) — разновидность ненасыщенных жиров, находящихся в транс-конфигурации, то есть имеющих расположение углеводородных заместителей по разные стороны двойной связи «углерод-углерод».
В малых количествах трансжиры присутствуют в натуральных мясных и молочных продуктах, а также в подвергнутых высоким температурам растительных маслах, в частности в дезодорированных. В больших количествах они образуются побочным эффектом в процессе гидрогенизации ненасыщенных жиров, например при производстве маргарина. Тут следует заметить, что маргарин, полученный качественной ферментативной переэтерификацией практически не содержит трансжиров, в отличие от коровьего (сливочного) масла, которое может содержать до 7 % трансжиров.
Показано, что потребление трансжиров связано с увеличением вероятности сердечно-сосудистых заболеваний и смертности (на основании исследования здоровья медсестер). В связи с этим ВОЗ и другие организации здравоохранения рекомендуют отказываться от потребления трансжиров.

## Пути поступления трансизомеров жирных кислот (ТЖК) в организм человека
Частично гидрированные масла — на состав и содержание трансизомеров, образующихся в процессе гидрогенизации растительных масел, оказывает влияние исходный жирнокислотный состав масел, а также условия процесса: применённый катализатор, температура и продолжительность процесса. Однако основная часть ТЖК представлена изомерами октадеценовой кислоты (от 4-транс до 16-транс-С18:1) с преобладанием изомеров 9-транс-С18:1 (элаидиновая кислота); 10-транс-С18:1, а также 11-транс-С18:1 (вакценовая кислота). Содержание диеновых и триеновых трансизомеров варьируется в зависимости от содержания линолевой и линоленовой кислот в исходных маслах, но все изомеры гидрированных масел имеют только раздельные двойные связи.
Образующиеся в процессе нагревания масел и жиров — в процессах дезодорации растительных масел образуется до 3 % ТЖК, являющихся в основном изомерами линолевой и линоленовой кислот. Дезодорация при температурах 200—240 °C под вакуумом (<3 мбар) и времени процесса не более 60 минут препятствует образованию ТЖК (до 1 %) и позволяет в максимальной степени сохранять исходные токоферолы. Незначительные количества ТЖК могут также образовываться в процессе жарки во фритюре при температурах выше 200 °С. В этих случаях происходит только изомеризация связи из цис- в транс-конфигурацию без перемещения двойной связи вдоль углеводородной цепи. В перечисленных процессах нагревания растительных масел количество образующихся трансизомеров линоленовой кислоты в 13—14 раз выше, чем изомеров линолевой кислоты. Также в этих процессах образуются небольшие количества циклических изомеров жирных кислот. Таким образом, в процессе дезодорации растительных масел, а также при жарке во фритюре образуется до 1—3 % ТЖК, сходных с теми, что обнаружены в частично гидрированных маслах.
Синтезированные в рубце жвачных животных — основные источники ТЖК естественного происхождения — молочные и мясные продукты жвачных животных. Преобладание тех или иных ТЖК в жирах жвачных животных зависит от соотношения различных ненасыщенных жирных кислот в их рационе. Однако в отличие от химической гидрогенизации, которая ведет к получению  случайной смеси изомеров, двойные связи, образовавшиеся в жирах жвачных животных при участии целлюлолитических ферментов рубца, располагаются в специфических позициях, и их профиль определяется преимущественным рационом питания животного: фураж или кормовой концентрат. В жирнокислотном составе жиров молока и мяса жвачных животных идентифицированы трансизомеры гексадеценовой (С16:1), октадеценовой (С18:1) и эйкозеновой кислот (С20:1) при количественном преобладании изомеров типа С18:1. Трансизомеры С16:1 имеют двойную связь в положениях от 3 до 15 при преобладании 9-транс-гексадеценовой кислоты; трансизомеры С18:1 имеют двойную связь в положениях от 4 до 17 при преобладании 10-транс-, 11-транс-октадеценовой кислоты; трансизомеры С20:1 имеют двойную связь в положениях от 6 до 17 при преобладании 13-транс, 15-транс- и 16-транс-эйкозеновых кислот.
Смещение в сторону образования 10-транс-октадеценовой кислоты усиливается при сочетании нескольких факторов, например одновременно высокое содержание в рационе животных легкоусвояемых углеводов и масел/масличных семян с высоким содержанием линолевой кислоты. В этих условиях изомеры 10-транс-и 11-транс-октадеценовой кислот преобладают над всеми остальными ТЖК с одной двойной связью. Два других критерия, которые приводят к увеличению общего содержания ТЖК у жвачных животных — это присутствие в рационе рыбьих жиров и ионофорных антибиотиков, в частности моненсина. Увеличение содержания ТЖК в жирах в первом случае напрямую не связано с потреблением эйкозапентаеновой и докозагексаеновой кислот, но опосредованно приводит к аккумуляции уже образованных ТЖК. Ионофорные антибиотики используют в качестве добавок к кормам для улучшения их усвояемости, а также увеличения продуктивности, ускорения роста мясного и молочного скота. Кроме того, моненсин используется в птицеводстве и кролиководстве для лечения и профилактики кокцидиоза. К ионофорным антибиотикам очень чувствительны целлюлолитические микроорганизмы, используемые в процессах биотрансформации кормов, что приводит к увеличению общего содержания ТЖК в жирах животных. Однако ионофорные антибиотики неспецифично ингибируют целлюлолитические микроорганизмы, поэтому не изменяют качественный состав ТЖК. В жирах жвачных животных идентифицированы трансизомеры октадеценовой кислоты как с конъюгированными (отсутствуют в частично гидрированных маслах), так и с раздельными двойными связями.
Из диеновых изомеров с раздельными двойными связями преобладают 8-транс-12-цис- и 9-цис-13-трансизомеры, обнаруженные также в частично гидрированных маслах, но в меньшем количестве. Наоборот, в частично гидрированных маслах среди этой группы изомеров преобладают 9-транс-12-цис- и 9-цис-12-трансизомеры, также присутствующие в жирах жвачных животных, но в меньших количествах. При наличии в кормах высокого содержания линоленовой кислоты в молоке и мясе  жвачных животных идентифицированы 9-цис-11-транс-15-цис-октадекатриеновая, 9-цис-13-транс-15-цис-октадекатриеновая, 9-цис-11-транс-15-транс-октадекатриеновая и 9-транс-11-транс-15-цис-октадекатриеновая кислоты. В зависимости от рациона питания животных суммарное содержание ТЖК с двумя и тремя двойными связями варьирует от 1,3 до 4,0 г на 100 г молочных жиров и от 0,8 до 4,5 г на 100 г жиров мяса. При обогащении кормов рыбьими жирами в жирах жвачных животных также идентифицированы ТЖК с 20 и 22 атомами углерода. Количество биологически активной руменовой кислоты (9-цис-11-транс-октадеценовой) в молочном жире зависит как от породы коров, так и от потребляемых ею кормов. Большее количество руменовой кислоты содержится в молоке пастбищных коров.
Синтезированные в качестве диетических добавок — в связи с обнаружением позитивного эффекта у руменовой кислоты (9-цис-11-транс-октадекадиеновой кислоты) и отсутствием у неё отрицательных воздействий на организм человека было начато производство синтетической конъюгированной линолевой кислоты (КЛК). Однако синтетические КЛК в отличие от КЛК молочных жиров представлены смесью равных количеств только двух изомеров: 9-цис-11-транс-октадекадиеновой кислоты и 10-транс-12-цис-октадекадиеновой кислоты. В то время как в жирах жвачных животных в ТЖК с конъюгированными связями преобладает руменовая кислота, а 10-транс-12-цис-октадекадиеновая кислота присутствует лишь в малых количествах. Кроме того, у 10-транс-12-цис-октадекадиеновой кислоты обнаружено неблагоприятное влияние на здоровье. Следовательно, синтетическую КЛК нужно принимать только под контролем врача.

## История гидрогенизации жиров

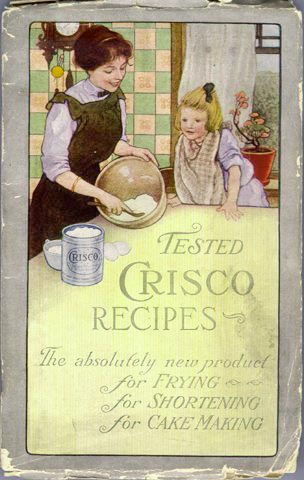
«Книга рецептов Crisco», обложка, 1912 год.

В 1890-х годах химию гидрогенизации исследовал будущий нобелевский лауреат Поль Сабатье. Его работа сделала возможным получение твёрдых жиров типа современного саломаса из жидких растительных жиров, а также новый способ промышленного синтеза метанола.
Немецкий химик Вильгельм Норманн развил идеи Сабатье, рассматривавшего лишь гидрогенизацию паров масел, и в 1901 году продемонстрировал возможность гидрогенизации жидких масел. В 1902 году Норманн запатентовал свою технологию, а в 1909 году права на пользование патентом в США были выкуплены компанией Procter and Gamble. В 1911 году компания начала продажи жира-разрыхлителя для выпечки «Crisco», изготовленного из частично гидрогенизированного хлопкового масла. В те же годы гидрогенизация позволила увеличить сроки хранения китового жира — ворвани, что привело к росту объёмов китобойного промысла.

## Проблема трансжиров
Трансизомеры жирных кислот могут быть природными и созданными искусственно. Природные трансжиры образуются в результате жизнедеятельности бактерий многокамерного желудка жвачных животных и сохраняются в мясных и молочных продуктах в количестве 5—8 %.
С 1990-х годов появилось увеличивающееся количество публикаций, указывающих на увеличение риска сердечно-сосудистых заболеваний (ССЗ) от потребления трансизомеров жирных кислот (в частности, было заявлено о 20 тыс. смертей ежегодно в США от потребления трансжиров), что спровоцировало дебаты вокруг этой проблемы в академических кругах.
Исследования 1980—1990-х годов подтвердили положительную корреляцию потребления трансизомеров жирных кислот с концентрацией ЛПНП и риском ишемической болезни коронарных сосудов сердца. Всемирная организация здравоохранения и мировые эксперты рекомендуют населению уменьшить потребление трансжиров. Простая мера в виде уменьшения употребления трансжиров до 1 % в общей энергопотребностей организма предупредит 11 000 случаев инфаркта миокарда и 7000 смертельных исходов только в Англии ежегодно.
Существуют тысячи различных изомеров жирных кислот и их изолированное действие на организм более-менее известно только для отдельных изомеров. Так, среди трансизомеров олеиновой кислоты (9-цис-18:1) наибольшее влияние на развитие сердечно-сосудистых заболеваний оказывает 10-транс-октадеценовая кислота, а не элаидиновая (9-транс-октадеценовая), как считалось ранее. Показано, что потребление 10-транс-октадеценовой кислоты в составе сливочного масла увеличивает отложение липидов в аорте. Потребление с пищей обоих изомеров (9-транс-С18:1 и 10-транс-С18:1), выделенных из сливочного масла, коррелировало с увеличением риска возникновения атеросклероза. Таким образом, 10-транс-октадеценовая и элаидиновая кислоты оказывают негативное влияние на организм человека при их потреблении в составе пищевого продукта независимо от их источника: гидрированные масла или жиры жвачных животных. Обособленное место среди трансизомеров олеиновой кислоты занимает вакценовая кислота (11-транс-октадеценовая кислота), получившая свое название от слова «vaca» (от лат. корова), так как доминирует в трансизомерах жирных кислот, обнаруженных в молочном жире. Вакценовая кислота является предшественником руменовой кислоты (9-цис-11-транс-октадекадиеновая). Последняя получила свое название вследствие преобладания её (72,6—91,2 %) среди ТЖК с конъюгированными связями в жирах жвачных животных (от англ. ruminants). Отмечается, что руменовая кислота и её предшественник вакценовая кислота оказывают эффект против нескольких типов онкологических заболеваний. В организме человека поступающая с молочными продуктами вакценовая кислота на 19—25 % способна трансформироваться в руменовую кислоту. Руменовая кислота — единственный изомер из 56 присутствующих в жирах жвачных животных ТЖК с конъюгированными связями, у которого не обнаружено негативного воздействия на организм человека. Была продемонстрирована эффективность применения этой кислоты для предотвращения развития химически индуцированной кожной папилломы, рака желудка, двенадцатиперстной кишки, молочной железы у женщин. Большим эффектом обладала натуральная руменовая кислота, выделенная из молочного жира, по сравнению с синтетической. Влияние трансизомеров полиненасыщенных жирных кислот (ЖК) даже при очень низкой концентрации имеют очень высокую корреляцию с риском развития сердечно-сосудистых заболеваний, больше чем от октадеценовой кислоты (С18:1). При этом наибольший эффект на развитие ССЗ оказывают цис-, транс-изомеры октадекадиеновой кислоты (18:2). Также установлено, что 9-транс, 12-транс-октадекадиеновая кислота оказывает ингибирующее влияние на Δ6-десатуразу (1.14.19.3), ключевой фермент в реакциях биотрансформации полиненасыщенных жирных кислот: линолевой кислоты в арахидоновую кислоту и α-линоленовой кислоты в эйкозапентаеновую кислоту, которые далее участвуют в образовании простагландинов и лейкотриенов. Нарушение биосинтеза полиненасыщенных жирных кислот у детей негативно влияет на развитие неврологической структуры их мозга и ретина. Установлено, что 10-транс-12-цис-октадекадиеновая кислота, присутствующая в молочном жире в малых количествах (<1,5 %), способствует снижению массы тела за счет улучшения процессов энергетического обмена, снижения размера адипоцитов и скорости их образования в жировой ткани, регуляции ферментов липогенеза. Также этот изомер может участвовать в вырабатывании устойчивости к инсулину у мужчин, страдающих ожирением. Показано, что этот изомер более эффективен для предотвращения рака толстой кишки по сравнению с руменовой кислотой. Однако длительное потребление 10-транс-12-цис-изомера октадекадиеновой кислоты в отличие от руменовой кислоты может, напротив, стимулировать опухолеобразование, а также оказывать негативное воздействие на липиды крови и способствовать развитию атеросклероза.
Также существуют данные о связи трансжиров с раком, диабетом, болезнями печени, депрессиями и болезнью Альцгеймера. Повышенное содержание трансжиров в рационе беременной женщины может стать причиной макросомии плода.

### Нормы
По рекомендации ВОЗ, организм человека должен получать от трансжиров не более 1 % суточной нормы общего энергопотребления (около 2—3 граммов трансжиров). В 2009 году ВОЗ пересмотрела эту рекомендацию и рекомендовала полностью удалить промышленные трансжиры из продуктов питания. Эксперты ВОЗ отмечают, что вопрос о том, нужно ли нормировать натуральные трансжиры, пока остаётся открытым, ввиду малого числа клинических данных. Состав натуральных трансжиров отличается от промышленных.
Во многих странах промышленные трансжиры либо запрещены, либо серьёзно ограничены. В России в настоящее время не существует нормы трансжиров в продуктах питания. Согласно Техническому регламенту на масложировую продукцию (ТР ТС 024/2011) с 2015 норма содержания транс изомеров в масложировой продукции не должна превышать 8 % (для твёрдых маргаринов не более 20 %), с 2018 года — 2 %. После принятия Технического регламента Таможенного союза действие национальных ГОСТ (как ГОСТ 52100-2003 о содержании трансизомеров в спредах) не является обязательным и носит рекомендательный характер.

### Маркировка
Для информирования потребителей о наличии и уровне содержания трансжиров в продуктах питания во многих странах принята обязательная и добровольная маркировка: показатель уровня трансжиров указывается в таблице питательной ценности.
Всемирная организация здравоохранения при ООН призывает уменьшить количество транс-изомеров в продуктах питания путём уменьшения, и, по возможности, исключения искусственно гидрогенизированных жиров, что рассматривается как мера предотвращения сердечно-сосудистых заболеваний. В сентябре 2011 года ООН провело сессию по этому вопросу, следствием чего стала программа ВОЗ по мониторингу неинфекционных заболеваний до 2025 года. Один из ключевых индикаторов этой программы — «принятие национальных программ, которые практически исключают частично гидрированные растительные масла из продуктов питания, и замена их на полиненасыщенные жирные кислоты».
ВОЗ подготовил обзор результатов на основании 26 исследований различных подходов к снижению содержания транс-изомеров в пище. Основные подходы к снижению транс-изомеров — добровольная саморегуляция производителями; обязательная маркировка продуктов питания; законодательные запреты на национальном уровне. Последний подход признан наиболее эффективным.
Как сообщает Россельхознадзор, трансжиры часто используют для фальсификации молочной продукции.

## Содержание в продуктах питания
| продукт               | содержание трансжиров |
| --------------------- | --------------------- |
| кондитерский жир      | 10—33 г               |
| маргарин              | 0,2—26 г              |
| сливочное масло       | 2—7 г                 |
| цельное молоко        | 0,07—0,1 г            |
| хлебные изделия/торты | 0,1—10 г              |
| печенья и крекеры     | 1—8 г                 |
| солёные снэки         | 0—4 г                 |
| глазурь и конфеты     | 0,1—7 г               |
| животный жир          | 0—5 г                 |
| говяжий фарш          | 1 г                   |

## Виды
| Элаидиновая кислота | Олеиновая кислота | Стеариновая кислота                                                                                           |
| --- | --- | --- |
| В состав трансжира входит остаток жирной кислоты в транс-конфигурации. Пример жирной кислоты в транс-конфигурации — элаидиновая кислота (ненасыщенная жирная кислота, транс-изомер олеиновой кислоты) | Большинство природных ненасыщенных жиров находятся в цис-конфигурации. Пример жирной кислоты в цис-конфигурации — олеиновая кислота (ненасыщенная жирная кислота, цис-изомер элаидиновой кислоты). | Пример насыщенной жирной кислоты — стеариновая кислота, один из наиболее распространённых в природе остатков. |
| | | |
| | | |
| Эти жирные кислоты являются геометрическими изомерами друг друга. | Эти жирные кислоты являются геометрическими изомерами друг друга. | Жирная кислота с таким же количеством атомов углерода в цепочке, но не содержащая двойную связь.              |